# Caours
Caours là một xã ở tỉnh Somme, vùng Hauts-de-France, Pháp.

## Địa lý
A village Xã này có cự ly khoảng 3 dặm Anh về phía đông bắc của Abbeville, trên đường D482 hướng về Saint-Riquier.

## Dân số
| 1962                                                           | 1968 | 1975 | 1982 | 1990 | 1999 |
| -------------------------------------------------------------- | ---- | ---- | ---- | ---- | ---- |
| 358                                                            | 358  | 508  | 567  | 599  | 592  |
| Số liệu điều tra dân số từ năm 1962, dân số không tính hai lần |      |      |      |      |      |